# Josef von Werner
Josef svobodný pán von Werner (německy Joseph Freiherr von Werner) (24. prosince 1791 Vídeň – 4. července 1871 Štýrský Hradec) byl rakouský diplomat. Jako vystudovaný právník vstoupil do diplomatických služeb Habsburků v době napoleonských válek, později zastával různé funkce v rakouské zahraniční politice v různých zemích. V letech 1849–1859 byl státním podsekretářem na rakouském ministerstvu zahraničí, kariéru zakončil ve funkci vyslance v Drážďanech (1859–1868).

## Životopis

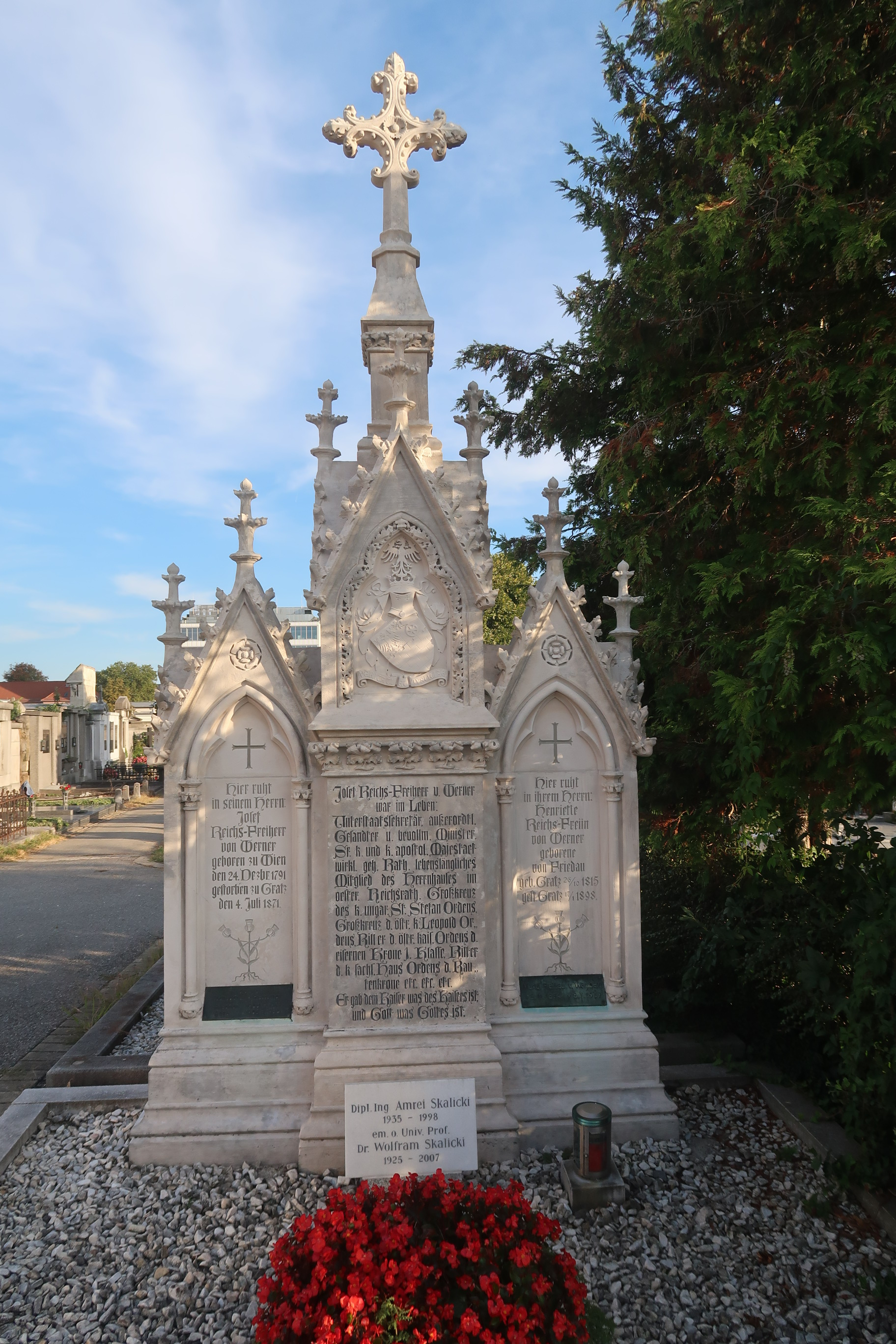
Hrob Josefa Wernera na hřbitově St Peter ve Štýrském Hradci

Pocházel ze staré měšťanské rodiny z Trevíru, byl nejstarším synem právníka a říšského dvorního rady Johanna Ludwiga Wernera (1759–1829), který se krátce před Josefovým narozením přestěhoval do Vídně na přání císaře Leopolda II. a působil jako učitel práv (později byl prezidentem apelačního soudu na Moravě a ve Slezsku). Joseph absolvoval piaristické gymnázium ve Vídni, poté studoval práva ve Vídni a Würzburgu, doktorát získal na univerzitě v Göttingenu. Ještě před promocí byl nižším úředníkem rakouského velvyslanectví v Paříži, poté byl členem diplomatické mise ve východní Evropě, v závěru napoleonských válek působil opět ve Francii. Krátce pobyl v Londýně, poté byl účastníkem Vídeňského kongresu, kancléře Metternicha pak doprovázel do Paříže a Milána. Od roku 1816 působil v Berlíně, kde od roku 1819 zastával post vyslaneckého rady až do roku 1832. Zúčastnil se kongresu ve Veroně a několikrát také doprovázel pruského krále Fridricha Viléma III. na jeho léčebných cestách do Teplic.
V roce 1832 byl povolán do Vídně a v úřadu státního kancléře převzal referát německých zemí. V roce 1834 byl jmenován skutečným dvorním radou a ve Státní kanceláři působil až do revolučního roku 1848. Tehdy byl odvolán, ale ještě téhož roku se stal státním podsekretářem zahraničí pod vedením nového rakouského ministra zahraničí Felixe Schwarzenberga. V roce 1850 byl jmenován c. k. tajným radou a funkci zástupce ministra zahraničí zastával až do roku 1859, kdy musel rezignovat po nástupu Johanna Rechberga. V letech 1859–1868 byl rakouským vyslancem v Saském království, v říjnu 1868 byl na vlastní žádost penzionován.
Během dlouholeté služby v rakouské diplomacii získal řadu ocenění. Již v roce 1819 byl dekorován rytířským křížem Leopoldova řádu. V roce 1842 byl jmenován rytířem Řádu sv. Štěpána a v roce 1854 získal Řád železné koruny I. třídy a při příležitosti jubilea padesáti let ve státních službách byl v roce 1861 dekorován velkokřížem Leopoldova řádu. Od mládí byl uživatelem šlechtického titulu svobodný pán (baron), který získal otec v roce 1805. V roce 1867 byl jmenován doživotním členem rakouské Panské sněmovny. Vzhledem k dlouholetému působení v mezinárodní diplomacii obdržel také řadu vyznamenání od zahraničních panovníků. Byl nositelem pruského Řádu červené orlice, ruského Řádu sv. Vladimíra, sardinského Řádu sv. Mořice a Lazara, papežského Nejvyššího řádu Kristova, dále byl komandérem hannoverského Řádu Guelfů, Řádu nizozemského lva, bádenského Řádu zähringenského lva nebo anhaltského Domácího řádu Albrechta Medvěda.
V roce 1842 se oženil se svou neteří Henriettou Pauerovou von Friedau (1815–1896), manželství zůstalo bezdětné.